# جون بريتون (طبيب)
جون بريتون (بالإنجليزية: John Britton)‏ هو طبيب أمريكي، ولد في 6 مايو 1925 في بوسطن في الولايات المتحدة، وتوفي في 29 يوليو 1994 في بينساكولا في الولايات المتحدة.